# Vodny Stadion

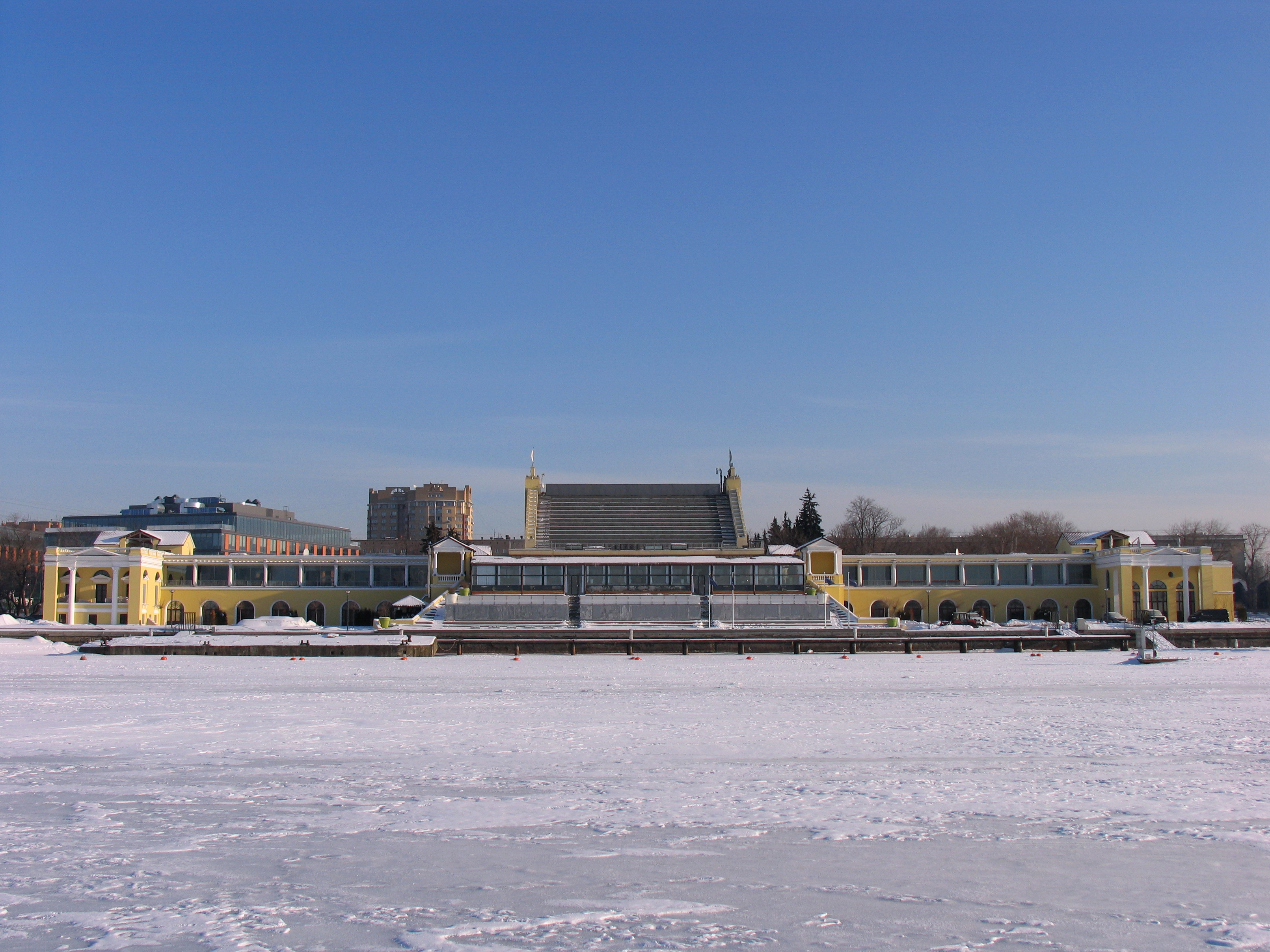
Het watersportcentrum aan het Khimkibassin

Vodny Stadion (Russisch: Водный стадион) is een station aan de Zamoskvoretskaja-lijn van de Moskouse metro. De naam betekent waterstadion en is te danken aan het watersportcentrum van sportclub Dinamo dat aan de overkant van de Leningradski Sjosse ligt.